# Euphorbia alta
Euphorbia alta es una especie fanerógama perteneciente a la familia Euphorbiaceae. Es originaria de    Norteamérica donde se distribuye desde el S. de Arizona a Nuevo México y  México.

## Taxonomía
Euphorbia alta fue descrita por John Bitting Smith Norton y publicado en North American Species of Euphorbia, section Tithymalus 24, pl. 24. 1899.
Etimología
Euphorbia: nombre genérico que deriva del médico griego del rey Juba II de Mauritania (52 a 50 a. C. - 23), Euphorbus, en su honor – o en alusión a su gran vientre –  ya que usaba médicamente Euphorbia resinifera. En 1753 Carlos Linneo asignó el nombre a todo el género.
alta: epíteto latino que significa "alta".
Sinonimia
- Tithymalus altus (Norton) Wooton & Standl.[4][5]